# Kingsman: Az aranykör
A Kingsman: Az Aranykör (eredeti cím: Kingsman: The Golden Circle) 2017-ben bemutatott amerikai-angol akció-vígjáték, melyet Matthew Vaughn rendezett. A 2014-es Kingsman: A titkos szolgálat folytatása. A főszereplők Colin Firth, Julianne Moore, Taron Egerton, Mark Strong, Halle Berry, Elton John, Channing Tatum és Jeff Bridges.
Premierje 2017. szeptember 18-án Londonban volt, az Egyesült Királyságban szeptember 20-án került mozikba 3D-ben és 2D-ben. Az Amerikai Egyesült Államokban a 20th Century Fox szeptember 20-án hagyományos és szeptember 22-én IMAX-, míg Magyarországon szeptember 21-én mutatták be a mozikban az InterCom Zrt. forgalmazásában. Ez volt az utolsó olyan Foxos film, amit Magyarországon az InterCom Zrt. forgalmazásában jelent meg, miután 2017. novemberétől a Fórum Hungary átvette tőle azoknak a filmek forgalmazását a Gyilkosság az Orient expresszen című filmmel.
Világszerte több mint 211 millió dolláros bevételt ért el, ami a 104 millió dolláros költségvetését messze meghaladta. A film kritikai szempontból vegyes visszajelzéseket kapott. A Metacritic oldalán a film értékelése 44% a 100-ból, ami 43 véleményen alapul. A Rotten Tomatoeson a Kingsman: Az aranykör 50%-os minősítést kapott, 218 értékelés alapján.

## Cselekmény
|  | Alább a cselekmény részletei következnek! |

Egy év telt el azóta, hogy Gary "Töki" Unwin (Taron Egerton) és a Kingsman ügynöksége megmentették a világot Richmond Valentine (Samuel L. Jackson) neurológiai hullám-sugárzásaitól. Azóta Gary a néhai mentora, Harry Hart címét viseli, mint  Galahad, és jelenleg a svéd származású Tilde hercegnővel, azaz a barátnőjével éli életét. Egy nap a munkája elvégzése után, hazafelé út megtámadja Charlie Hesketh, egykori Kingsman gyakornok, aki elveszítette az egyik karját, valamint a hangszalagját a Valentin-esemény során. Egész Londonon keresztül, Töki elűzi Charlie-t és az ő segédembereit egy autós üldözés következtében, de Charlie kibernetikus karja leszakad a közel harc alatt, és az a Kingsman szerverein keresztül befurakodik a számítógépes rendszerükbe. Amíg Töki a barátnőjével Svédországban tartózkodik Tilde hercegnő családjánál, Poppy Adams (Julianne Moore) egy olyan hatalmas, földalatti világméretű kábítószer-kartell vezetője (akivel Charlie most együtt működik) rakéták tömkelegét elindítva, megsemmisíti a Kingsman parancsnokságát, és kiiktatják az ügynököket Nagy-Britanniában, köztük Arthurt (Michael Gambon) és Roxyt (Sophie Cookson) is. Töki mopszja, JB és a barátja, Brandon szintén meghal, amikor Töki lakóhelyét felrobbantják.
Az egyedüli túlélő ügynökök, Töki és Merlin (Mark Strong), akik elkezdenek követni egy sürgősségi protokollt egészen az USA Kentucky városáig, ahol egy titkos amerikai hírszerző ügynökségre, a Statesman-re bukkannak, amely immáron a Bourbon whisky lepárlójává vált. Ott felfedezik, hogy az egy évvel korábban elhunyt Harry Hart (Colin Firth) életben van, s valamilyen módon túlélte a Valentine általi fejbelövést, és most a Statesman orvosai kezelik az állapotát, ám elvesztette a bal szemét és amnéziában szenved. Visszahozták a halálból egy szerrel, ami az elhalt szöveteket újra egyesítette az agyában, ám ennek hatására az emlékei elhomályosultak. Töki és Merlin a Statesman vezetőjének, Champagne-nak (Jeff Bridges) adnak tájékoztatást egy titkos drogkartellről, az "Aranykörről", de amikor útnak erednének, Tequila (Channing Tatum) Statesman ügynökön furcsa kék kiütést vesznek észre, ezért Whisky ügynök (Pedro Pascal) helyettesíti őt, mint Töki új partnere. Töki és Whisky követik Charlie exbarátnőjét, Clara Von Gluckfberget (Poppy Delevingne) az angliai Glastonbury fesztiválra, ahol Tökinek egy szexuális együttlét kezdetén sikerül bejuttatnia a lány szervezetébe egy nyomkövető eszközt, de a küldetésének intim vonatkozása miatt Tilda hercegnő megszakítja vele a kapcsolatot.
Poppy Adams, az "aranykör" vezetője, egy olyan üzenetet közvetít szét, amelyben elárulja, hogy befecskendezte az összes elérhető kábítószert olyan méreggel, amely először kék bőrkiütéseket, majd mániát, bénulást, és végül halált okoz a használói köreiben. A foglyul ejtett Elton Johnon (Önmaga) azt is bemutatja, hogyan hat az ellenszer, és felajánlja a világnak abban az esetben, ha az Amerikai Egyesült Államok elnöke (Bruce Greenwood) abbahagyja a kábítószer-ellenes háborút, valamint mentességet kínál neki és kartelljének. Az elnök úgy dönt, hogy az összes érintett kábítószeres embert karanténba helyezi, beleértve Foxot (Emily Watson), a személyzeti főnökét is, hogy ezzel úgy tűnjön, eleget tesz Poppy követeléseinek. Titokban viszont az a szándéka, hogy az összes beteget hagyja meghalni, mert utálja a drogfogyasztókat.
Töki többször próbálja kigyógyítani Harryt az amnéziából, de sikertelenül, majd végül az emlékei visszanyerése érdekeiben azzal fenyeget meg egy Cairn terrier kölyköt, hogy lelövi a férfi szeme láttára, ugyanolyan kutyát, ami hasonlít Harry néhai kutyájára, Mr. Pickle-re. Harry megvédi őt, és visszanyeri emlékeit. A Clara szervezetébe beültetett nyomkövető segítségével az ügynökök lehallgatnak egy telefonhívást ő és Charlie között, és megtudják, hogy Poppy ellenszere Olaszországban található. Töki, Harry és Whisky beszivárognak a gyárba és ellopnak egy adag ellenszert, de véletlenül Whisky eltöri, amikor az Aranykör fegyveresei megtámadják őket egy menedékházban.  
Harry fejbe lövi Whisky-t mert azt hiszi hogy ő is a Kingsman ellen dolgozik. Töki ráadja Whisky-re az alfagélt és beviszik Gyömbérkéhez. Eközben Hart, Merlin és Töki egy magánrepülővel elutaznak Kambodzsába hogy megállítsák Poppy-t és az embereit. Amikor odaérnek Töki véletlenül rálép egy aknára de Merlin egy fagyasztó spray segítségével odébb löki Tökit, és gyorsan rálép. Mivel a permetező spray üres Merlin kénytelen feláldoznia magát és mivel szereti a country zenét ezért John Denver-től a Take Me Home, Country Roads eléneklésével hívja fel magára Poppy őrségének figyelmét. Amikor vége lesz a dalnak és emberek már közel vannak Merlinhez, lelép az aknáról ezzel megölve önmagát és Poppy jó pár emberét. Ezt követően Harry és Töki egy látványos kézitusában leszámolnak Poppy embereivel és harci robotjaival, és kicsikarják az időközben méreggel befecskendezett Poppy-tól a titkos kódot, ami szerte a világon elindítja az ellenszert minden fertőzöttnek. Poppy meghal, ám időközben megérkezik Whisky, aki leleplezi magát, hogy tényleg áruló, de nem az elnöknek dolgozik. Személyes bosszúvágya van a drogosok ellen, ugyanis középiskolai szerelme, aki gyereket várt tőle, meghalt két drogozó fiatal miatt. Sikerül vele is leszámolni, és Harry és Töki elindítják az ellenszert tartalmazó drónokat. Mindenki megmenekül a világon, az USA elnöke ellen elindul az impeachment-eljárás.
A Statesman lepárlót nyit Skóciában, Gyömbérke elfoglalja Whisky helyét a Statesman igazgatótanácsában, Töki oltár elé vezeti Tilde hercegnőt, Tequila pedig csatlakozik a Kingsman ügynökségéhez, hogy új üzletet nyisson Londonban.
|  | Itt a vége a cselekmény részletezésének! |

## Szereposztás
| Szerep                                                | Színész         | Magyar hang    |
| ----------------------------------------------------- | --------------- | -------------- |
| Gary "Töki" Unwin / Galahad                           | Taron Egerton   | Fehér Tibor    |
| Harry Hart, Töki egykori mentora                      | Colin Firth     | Csankó Zoltán  |
| Merlin, Töki edzője, alkalmanként Kingsman ügynök     | Mark Strong     | Epres Attila   |
| Poppy Adams, a drogkartell feje                       | Julianne Moore  | Spilák Klára   |
| Gyömbérke, politikai támogató                         | Halle Berry     | Pikali Gerda   |
| Tequila, Statesman titkos ügynök                      | Channing Tatum  | Dévai Balázs   |
| Champagne "Champ", a Statesman bizottság feje         | Jeff Bridges    | Sörös Sándor   |
| Önmaga", kitalált személyiség                         | Elton John      | Kerekes József |
| Fox kabinetfőnök                                      | Emily Watson    | Götz Anna      |
| Jack Daniels / Whisky, titkos ügynök                  | Pedro Pascal    | Sarádi Zsolt   |
| Charles "Charlie" Hesketh, egykori Kingsman gyakornok | Edward Holcroft | Czető Roland   |
| Az Amerikai Egyesült Államok elnöke                   | Bruce Greenwood | Mihályi Győző  |
| Tilde hercegnő, Töki szerelme                         | Hanna Alström   | Bartsch Kata   |